# Лайок, Владимир Макарович
Владимир Макарович Лайок (10 июля 1904 — 27 августа 1966) — политический работник советских Вооружённых Сил, генерал-лейтенант интендантской службы (19.04.1945).

## Биография
Родился 10 июля 1904 года в городе Одесса, Российская империя. В 1923 году окончил вечерний Индустриальный политехникум в Одессе.
1923—1927 гг. — на воинской службе в рядах ВМФ ВС СССР. 1927—1941 гг. — в запасе: на комсомольской и партийной работе в Одесской, Днепропетровской, Черниговской, Запорожской и Киевской обл. УССР, ЦК КП(б)У; с апреля 1941 г. — 2-й секретарь Полтавского обкома КП(б) У. В 1937 г. окончил Курсы марксизма-ленинизма при ЦК КП(б)У.
1941—1945 гг.: с сентября — член Военного совета 38-й армии, переформированной в 1-ю танковую армию Сталинградского фронта, в августе 1942 г. член Военного Совета Юго-Восточного фронта, с конца августа член Военного Совета 1-й гвардейской армии Донского фронта; с октября 1942 г. — член Военного совета Юго-Западного, с октября 1943 г. — 3-го Украинского фронтов.
С 21 января 1943 г. — генерал-майор интендантской службы. С 19 апреля 1945 г. — генерал-лейтенант интендантской службы.
1945—1949 гг.: с июля — член Военного совета, с января 1947 г. — заместитель по политчасти главнокомандующего Южной группой войск, с апреля 1948 г. — заместитель по политчасти начальника тыла Вооруженных сил СССР.
Сентябрь 1949 г. — февраль 1950 г. — слушатель Высших военно-политических курсов.
Февраль 1950 г. — ноябрь 1951 г. — заместитель по гражданской администрации коменданта Кронштадтской военно-морской крепости. С 27 января 1951 г. — генерал-лейтенант (переаттестован?).
Январь 1952 г. — май 1953 гг.: заместитель по политчасти начальника Главного военно-морского инженерного управления, с апреля 1953 г. — исполняющий должность заместителя по политчасти начальника инженерного управления ВМС.
1953—1956 гг.: с мая — начальник политотдела органов управления главнокомандующего, с августа 1955 г. — заместитель по политчасти начальника тыла ВМФ.
Ноябрь 1956 г. — февраль 1958 г. — слушатель Высших академических курсов усовершенствования политсостава при Военно-политической академии им. В. И. Ленина.
1958—1961 гг.: с февраля — заместитель по политчасти начальника Главного военно-медицинского управления Министерства обороны СССР, с декабря 1960 г. — в распоряжении Главного политуправления Советской армии и ВМФ ВС СССР.
1961—1966 гг.: с мая — заместитель по политчасти начальника Управления железнодорожных войск, с апреля 1965 г. — начальник политотдела — заместитель начальника Центрального управления железнодорожных войск. Лайок В. М. скончался 27 августа 1966 г.; похоронен на Новодевичьем кладбище города Москва.

## Награды

### СССР
- орден Ленина (24.03.1943)
- орден Красного Знамени (27.03.1942)
- орден Суворова I-й степени (19.03.1944)
- орден Кутузова I-й степени (13.04.1945)
- орден Кутузова II-й степени (03.11.1944)
- орден Отечественной войны I-й степени (17.09.1943)
- орден Красной звезды (03.11.1953)[1]
- Медали СССР в т.ч:
  - «За боевые заслуги» (30.04.1947)[1]
  - «За оборону Сталинграда»
  - «За оборону Киева»
  - «За победу над Германией в Великой Отечественной войне 1941—1945 гг.»
  - «За взятие Будапешта»
  - «За взятие Вены»
  - «За освобождение Белграда»

### Иностранные награды
- Звезда и знак ордена Святого Александра 2-го класса с мечами (1945) (Болгария)